# 李甫西大夫
大衛·李甫西大夫（英語：Dr. David Livesey）是蘇格蘭作家羅伯·路易斯·史蒂文生的冒險小說《金銀島》中的虛構人物，該小說中有數個章節是用李甫西大夫的第一人稱視角敘述。
除醫生身分外，李甫西同時也是英格蘭西南部一間農村的治安推事；由於其身分地位關係，他總是戴著一頂白色假髮。他的性格顯得冷靜、聰明、理智、公正，也富有同情心。

## 概述
早年李甫西曾在坎伯蘭公爵部下服役，並參與了豐特努瓦戰役。
在小說的第一章，李甫西大夫首次登場，他來到本葆將軍客店醫治吉姆·霍金斯生病的父親，並毫不留情地訓斥了酗酒的海盜比爾·蓬斯。當蓬斯死亡及藏寶圖被吉姆·霍金斯發現後，李甫西大夫和屈利勞尼鄉紳計畫前往寶藏所在地尋寶。在他們乘著伊斯班歐拉號出航時，李甫西擔任隨船醫生一職。
當霍金斯察覺船廚約翰·西爾弗等海盜所策劃的叛變陰謀後，他馬上將事態報告給了李甫西大夫等人。在叛變前夕李甫西依舊保持冷靜，並與屈利勞尼鄉紳、斯摩列特船長及少數船員一同逃離大船、登上藏寶荒島，且在島上小木屋建立了他們的據點。在海盜襲擊木屋後，李甫西大夫著手照料受傷的船長。當霍金斯告知他有關本·甘恩的消息後，他便馬上出發找到這個島中人，用一塊帕馬森乾酪取得對方的信任，而知悉了寶藏的下落。
在將據點轉移到本·甘恩的山洞後，李甫西大夫與西爾弗一方的海盜達成休戰協議，甚至還不顧生命危險、親自醫治那些患上重病的海盜。最後在他的巧妙策畫之下，眾人成功擊敗海盜、使被俘虜的吉姆·霍金斯獲救。

## 外部連結
- 互联网电影数据库上李甫西大夫的资料（英文）
- Treasure Island Book Summary and Study Guide （页面存档备份，存于）（英文）
- 金銀島的角色（页面存档备份，存于）（英文）
- 李甫西大夫角色分析 （页面存档备份，存于）（英文）